# Paulino Gómez Beltrán
Paulino Gómez de Segura y Beltrán de Heredia (Bilbao, 2 de junio de 1891 - Toulouse, 26 de abril de 1963) fue un panadero y destacado sindicalista y político socialista español del País Vasco, desde el final de la Restauración, hasta su fallecimiento en el exilio.

## Biografía
Miembro de una familia de profundas convicciones religiosas católicas, se incorporó a los dieciséis años a las Juventudes Socialistas, lo que supuso la ruptura con su familia. Comenzó a trabajar como panadero en Bilbao, pero el boicot que sufría de otros comerciantes le hizo trasladarse a trabajar en la cuenca minera vizcaína, donde recorrió distintas localidades ejerciendo su profesión y la de calefactor. De regreso a la capital vizcaína consiguió establecerse como panadero y dirigir el Sociedad de Obreros Panaderos. Fundó el Centro de Sociedades Obreras y presidió el Sindicato Obrero de Panificación de Vizcaya. Dentro de la Unión General de Trabajadores (UGT) asistió a los congresos de 1922, 1927 y 1928, representando a los ramos de alimentación, camareros, reposteros y cocineros, bien de Vizcaya, bien de Álava.
Fue elegido concejal en el distrito de Bilbao la Vieja por el Partido Socialista Obrero Español (PSOE) del ayuntamiento de Bilbao en las elecciones municipales de 1931 que dieron lugar a la proclamación de la República. Hombre íntimamente vinculado a Indalecio Prieto, llegó a ser teniente de alcalde y fue represaliado por su participación en la revolución de 1934, no pudiendo recuperar sus funciones hasta febrero de 1936 en que se repuso a la corporación elegida. Participó en la candidatura del Frente Popular como candidato en las elecciones generales de 1936 por Vizcaya-provincia, no siendo elegido (el Partido Nacionalista Vasco logró el "copo" en dicha circunscripción), aunque si lo fue dos meses después como compromisario para la elección del presidente de la República.
Al producirse el golpe de Estado de julio de 1936 que dio lugar a la Guerra Civi, fue sucesivamente delegado suplente de Guerra de la Comisaría General de Defensa de la República en Vizcaya, comisario de Defensa en la Junta de Defensa de Vizcaya, encargado del Departamento de Abastecimiento del Gobierno Vasco y, hasta la caída de Bilbao en manos de los sublevados, presidio los órganos de abastos de la ciudad y dirigió el Comité Central Socialista. Después permaneció en España, en Cataluña, donde continuó con su labor al frente de los abastos, en esta ocasión para los refugiados vascos.
Al final de la guerra debió exiliarse en Francia, donde mantuvo importantes responsabilidades en el Gobierno Vasco, la UGT y el PSOE. Así, fue presidente de Solidaridad Democrática Española y del Comité Central Socialista de Euzkadi en tierras francesas, consejero de Trabajo del Gobierno Vasco en el exilio (1952-1960), vocal y vicepresidente de UGT, desde 1955 hasta 1963 —presidió el Congreso de 1949—, y miembro de la Comisión Ejecutiva del PSOE con distintas competencias y de forma ininterrumpida entre 1944 y su fallecimiento.